# Královská obora
Královská obora neboli Stromovka je park v Praze-Bubenči v nivě Vltavy jižně od Císařského ostrova, od něhož ji odděluje průplav. Je to jeden z nejvýznamnějších přírodně krajinářských parků v Praze. Vyskytuje se zde velké množství exotických dřevin. Je tvořena soustavou travnatých a zalesněných ploch, které mají jak parkovou tak lesní podobu. Již od středověku zde byla obora v majetku panovníka a roku 1804 se proměnila ve veřejně přístupný lesopark udržovaný ve stylu anglického parku. Je chráněn jako přírodní památka s názvem Královská obora a je spolu s místodržitelským letohrádkem rovněž chráněn jako kulturní památka. Nachází se zde soustava rybníčků, které jsou napájeny Rudolfovou štolou. Slouží ke sportovním, rekreačním i kulturně vzdělávacím účelům.

## Historie

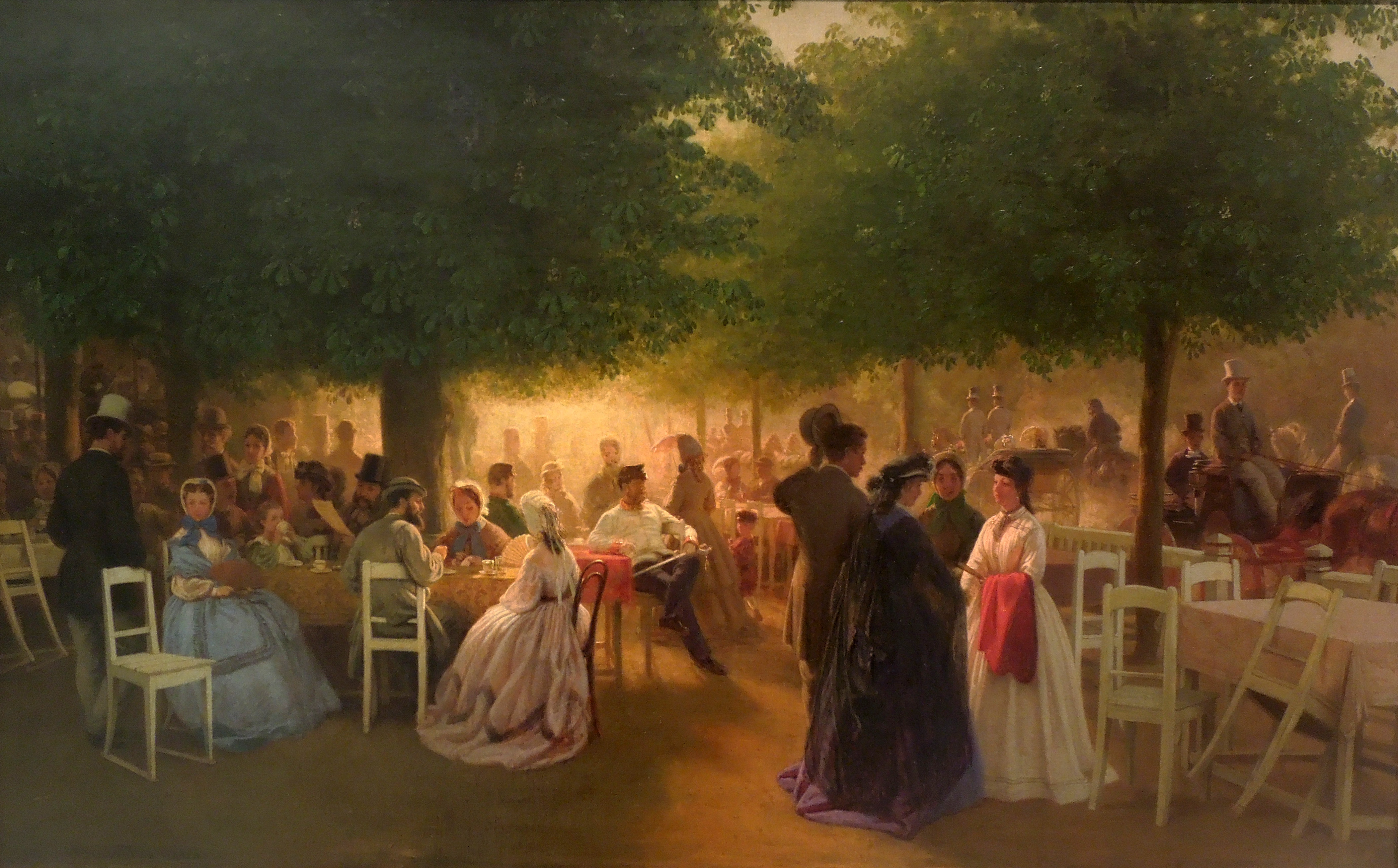
Čtvrtek ve Stromovce, obraz Viktora Barvitia z roku 1885

Někteří autoři předpokládají, že Královská obora byla založena králem Přemyslem Otakarem II. v místě jilmové doubravy, snad v roce 1268. Tento les náležel ke zboží kláštera svatojiřských benediktinek. Historická zmínka o Královské oboře (v Ovenci) se týká roku 1320, kdy ji Jan Lucemburský vyňal z majetku, který postupoval svatovítskému proboštství.
V roce 1495 byl na jižní náhorní hraně obory vystavěn královský lovecký letohrádek pro Vladislava Jagellonského, pozdější místodržitelský letohrádek.
Za panování Ferdinanda I. v roce 1547 byl v oboře zřízen rybník a o 12 let později byla obora rozšířena. K roku 1575 je doloženo, že v oboře žilo velké množství jelenů, kachen, hus a jiného divokého ptactva.
Za panování Rudolfa II. byly v oboře provedeny rozsáhlé změny. Lovecký letohrádek byl po roce 1578 renesančně přestavěn na lodžiovou vyhlídkovou stavbu. V roce 1584 byly provedeny parkové úpravy, vytvořeny další rybníky. V letech 1584 až 93 byla pod Letnou proražena tzv. Rudolfova štola pro napájení nového Velkého rybníka. Toto nesmírně technicky a časově náročné dílo přivádělo vodu z Vltavy poblíž dnešního Štefánikova mostu, vyústění pak bylo do středu Královské obory poblíž Šlechtovy restaurace.
V této souvislosti Česká komora zřejmě vyjádřila svůj vděk panovníkovi tím, že zakoupila a Rudolfovi II. darovala mlýn v Předním Ovenci. Jde o dnešní Císařský mlýn na západním okraji Stromovky. Mlýn byl v letech 1589–1590 přestavěn, jeho areál byl rozšířen o arkádovou chodbu a lázeň s grottou a navíc zde byla vybudována brusírna drahých kamenů. V roce 1606 byla k Císařskému mlýnu přistavěna mohutná bosovaná brána s monogramem "R" v průčelí. Z roku 1624 pochází dopis zahradníka a lesníka Baltazara Sedlmayera, adresovaný královské komoře; v něm se dotazuje, zda může o Velikonocích "netrpělivé obecenstvo" opět přivést do obory, jak je odedávna zvykem.
V roce 1679 Císařský mlýn vyhořel. O deset let později v roce 1689 byla v Královské oboře poblíž Velkého rybníka postavena nákladem hraběte Kryštofa Vratislava z Mitrovic Královská dvorana. Pachtýřem prvního hostince byl Joan Batista du Bois, který téhož roku 1689 žádal o jeho rozšíření pro obydlí své rodiny a čeládky. To byla pozdější Šlechtova restaurace.

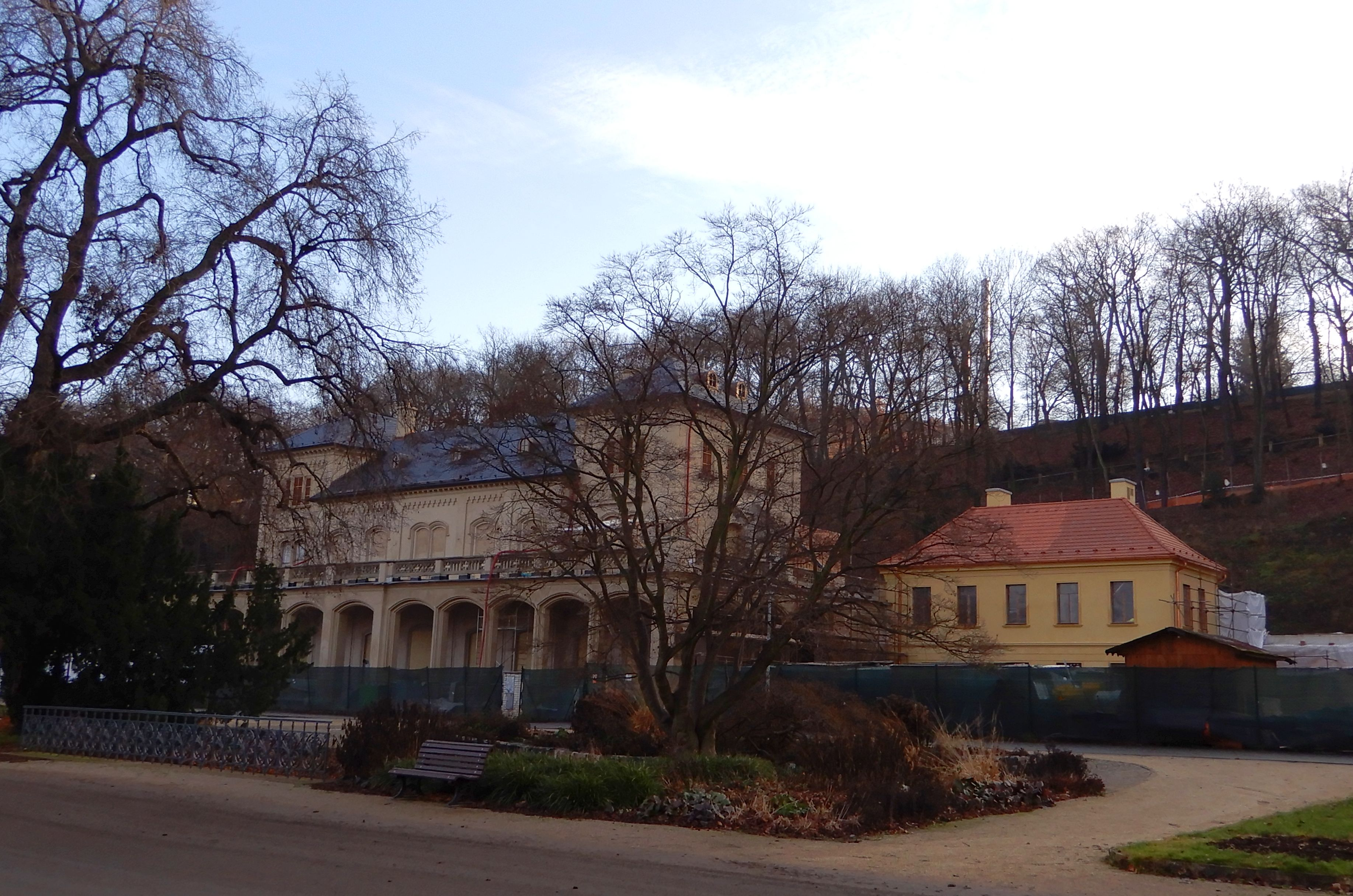
Šlechtova restaurace, prosinec 2019

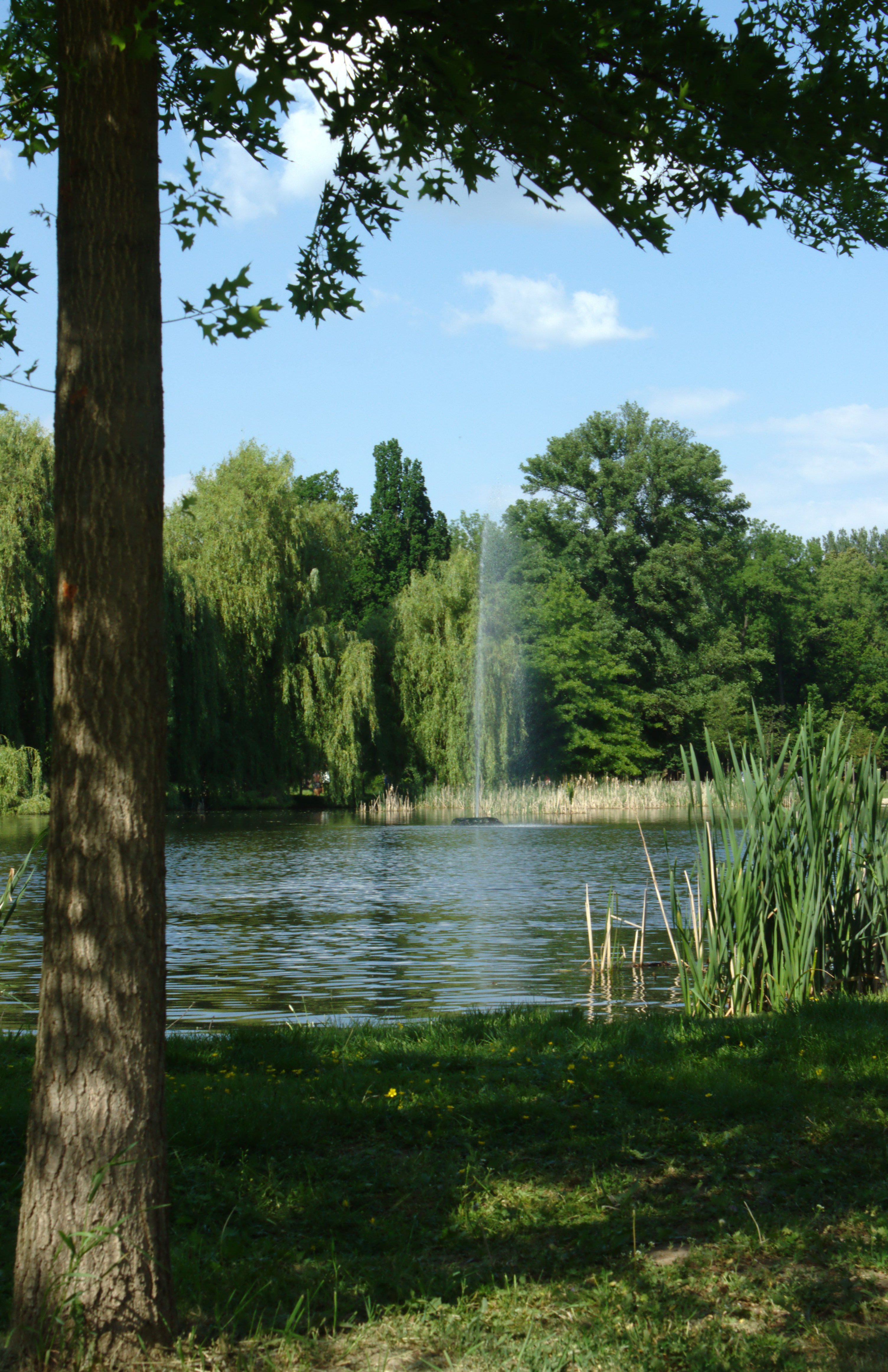
Jezírko v místech Rudolfova rybníka

Od roku 1804 je Královská obora zpřístupněna veřejnosti celoročně a je využívána jako park, pro nějž se ujal název Stromovka. Z ohrady se šesti branami se dochovaly brána západní a severozápadní brána z Gotthardské ulice s pamětní tabulkou z roku 1804. Současné úpravy pocházejí vesměs z 19. století, kdy byly některé rybníky zrušeny a vytvořena současná soustava potoků, luk a zalesněných ploch. Bylo vysazeno mnoho druhů introdukovaných dřevin a zahradních kultivarů, což vytvořilo z Královské obory významné arboretum.
Roku 1866 společnost Buštěhradská dráha prodloužila železniční trať Kladno – Bruska (dnes stanice Praha-Dejvice) do Buben, kde ji napojila na státní dráhu. Ve Stromovce trať prochází po jejím horním okraji a také krátkým tunelem, zvaným Bubenečský či Dejvický.
V roce 1885 byla do Královské obory prodloužena trať koněspřežné tramvaje, která končila u Marinkovy továrny v Holešovicích (u dnešního Veletržního paláce). 8. září 1898 byla jako první z pražských tratí koňky zprovozněna pro elektrické tramvaje. 15. května 1908 byla vybudována u Výstaviště tramvajová smyčka, druhá v Praze, první stálá. Úsek Výstaviště – Královská obora byl naposledy v provozu 28. září 1941, koleje byly vytrhány 1944, později byla v úvodní části tohoto úseku obnovena smyčka Výstaviště. U bývalé konečné Královská obora dosud stojí budova bývalé vozovny.
Část Královské obory byla roku 1890 vyčleněna pro vybudování výstaviště.
U příležitosti Jubilejní zemské výstavy v Praze roku 1891 byla u horního vstupu parku (u dnešního severního konce Ovenecké ulice) ukončena Křižíkova elektrická dráha na Letné, první elektrická tramvajová trať v Praze i v českých zemích, navazující na letenskou lanovku. Roku 1893 byla tramvajová trať prodloužena Stromovkou k Místodržitelskému letohrádku, přičemž překračovala železniční tunel. Roku 1903 byly koleje z Královské obory odstraněny.
V roce 1891 byl v Královské oboře nedaleko výstaviště, uspořádán II. všesokolský slet. Sokolové se tak připojili k Jubilejní výstavě na blízkém výstavišti, kde se prezentovali svou výstavkou. Přípravy poněkud zkomplikovala jarní povodeň, která vyhlédnutý pozemek zanesla bahnem. Za necelé dva měsíce byly na pozemku zapůjčeném městem vybudovány tribuny a další objekty, 15 dní po akci byl pozemek v původním stavu městu vrácen.
Při povodni v srpnu 2002 byla zaplavena vodou, což vedlo k částečnému poškození vegetace. Část obory za železniční tratí Praha-Děčín u řeky Vltavy pak poškodila další velká povodeň v červnu 2013.

## Lokalita
Nachází se v západní centrální části pražské kotliny, v říční nivě Vltavy, až na jižní část, která leží mimo nivu ve svahu říčního údolí. Prochází tudy dvě železniční tratě, buštěhradská a podmokelská dráha. Park je ohraničen ze severu plavebním kanálem Troja – Podbaba, na severozápadě uměle zaslepeným ramenem Vltavy a ze zbylých stran pak městskou výstavbou.
V roce 2019 otevřelo v bezprostřední blízkosti parku Centrum Stromovka. Obchodní centrum, pojmenované po parku, disponuje 15 000 m² obchodní plochy a 84 obchody.

## Přírodní poměry

### Geologie
Geologický podklad je složený z hornin ordovického stáří a na něm je hlinitá a písčitá náplava IV., nejnižší, vltavské terasy. 
Ve střední rovinné části území, která tvoří, dá se říci, bezodtokou mísu, je vysoká hladina podzemní vody (0–2 metry pod povrchem), půda se tedy udržuje podmáčená.
Od severu k jihu jsou ordovické horniny zastoupeny skaleckými vrstvami (písčito-jílovité břidlice až písčité jílovce), dobrotivskými břidlicemi, řevnickými křemenci, liběňskými břidlicemi (spolu s dobrotivskými břidlicemi budují převážnou část skalního podkladu území) a letenskými vrstvami (vyšší terasový sediment, nižší se pak nazývá maninská terasa). Holocenní náplavy v údolní terase jsou složením velmi rozmanité, obsahují písčité štěrky s různým stupněm zahlinění (písčitými, hlinitými a místy humosními a jílovitými náplavy). 
Holocenní náplavy jsou překryty navážkami zemin místního charakteru s příměsí cihel, škváry a dalších stavebních materiálů.

### Fauna
V letech 2001 a 2003 byl zjištěn výskyt 25 druhů měkkýšů (Mollusca), 54 druhů arborikolních ploštic (Heteroptera), 227 druhů motýlů (Lepidoptera) – např. Batolec červený (Apatura ilia), Otakárek ovocný (Iphiclides podalirius), 109 druhů blanokřídlých (Hymenoptera) – např. Pačmelák (Bombus barbutellus), Čmelák zahradní (Bombus hortorum), 140 druhů vybraných čeledí brouků (Coleoptera), 5 druhů obojživelníků (Amphibia) – např. Skokan zelený (Rana aesculenta), Čolek obecný (Triturus vulgaris), Ropucha obecná (Bufo bufo), 2 druhy plazů (Reptilia) – např. Ještěrka obecná (Lacería agilis), Užovka obojková (Natrix natrix), 34 druhů ptáků (Aves) – např. Kavka obecná (Corvus monedula), Kvakoš noční (Nycticorax nycticorax), Strakapoud prostřední (Dendrocopos medius) a 4 druhy savců (Mammalia) – např. Veverka obecná (Sciurus vulgaris). Koncem října 2020 se v parku objevily nové okusy stromů bobrem.
Za účelem zachování původních živočišných společenstev, zejména bezobratlých, tvoří základní kostru porostů domácí dřeviny a zachovávají se i ty přestárlé a odumřelé s dutinami. Tyto odumřelé dřeviny jsou důležité pro ohrožené druhy určitých druhů hmyzu a dalších členovců a obratlovců závislých na stromových dutinách (netopýři, ptáci, plši apod.)

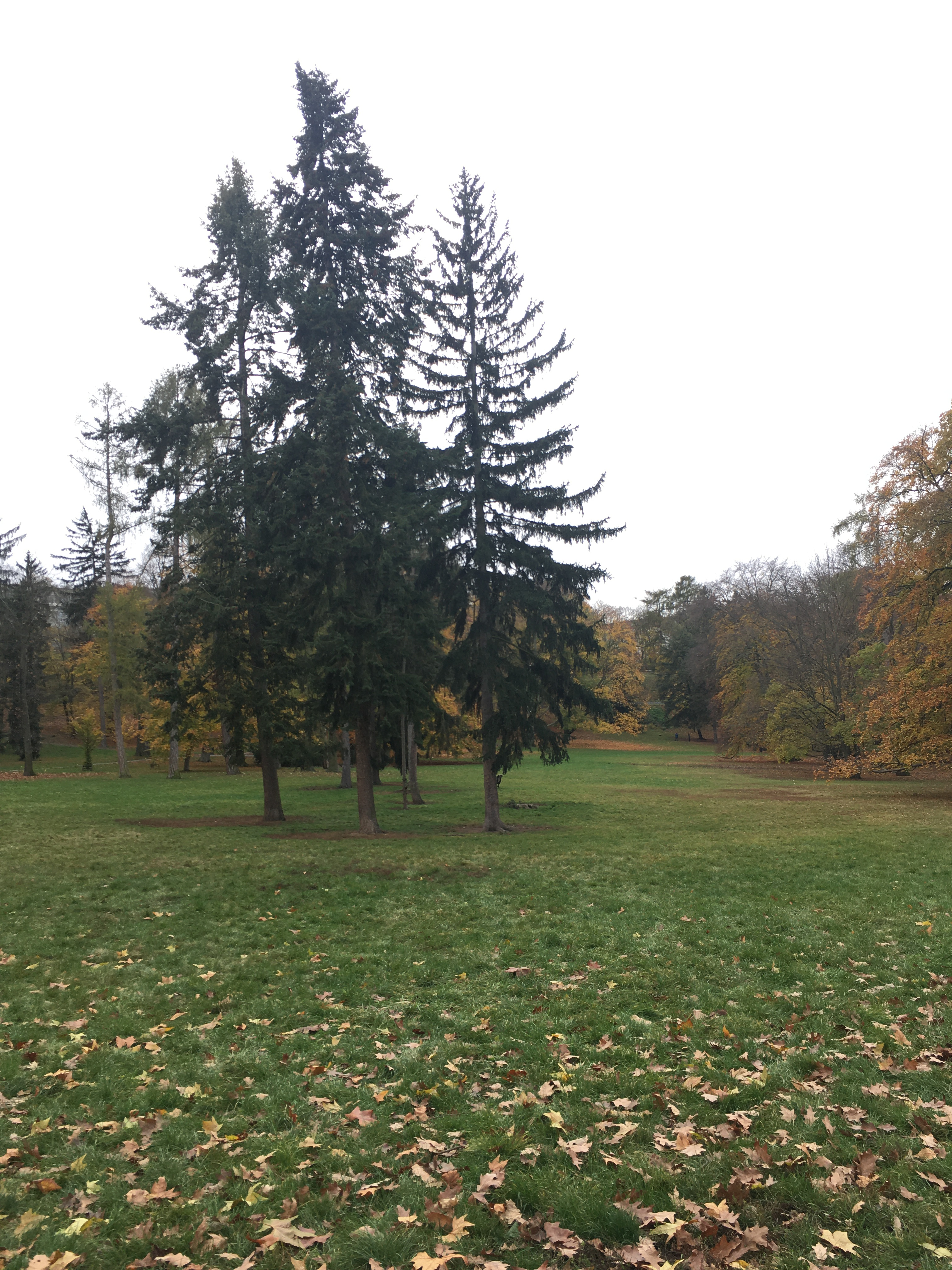
Park

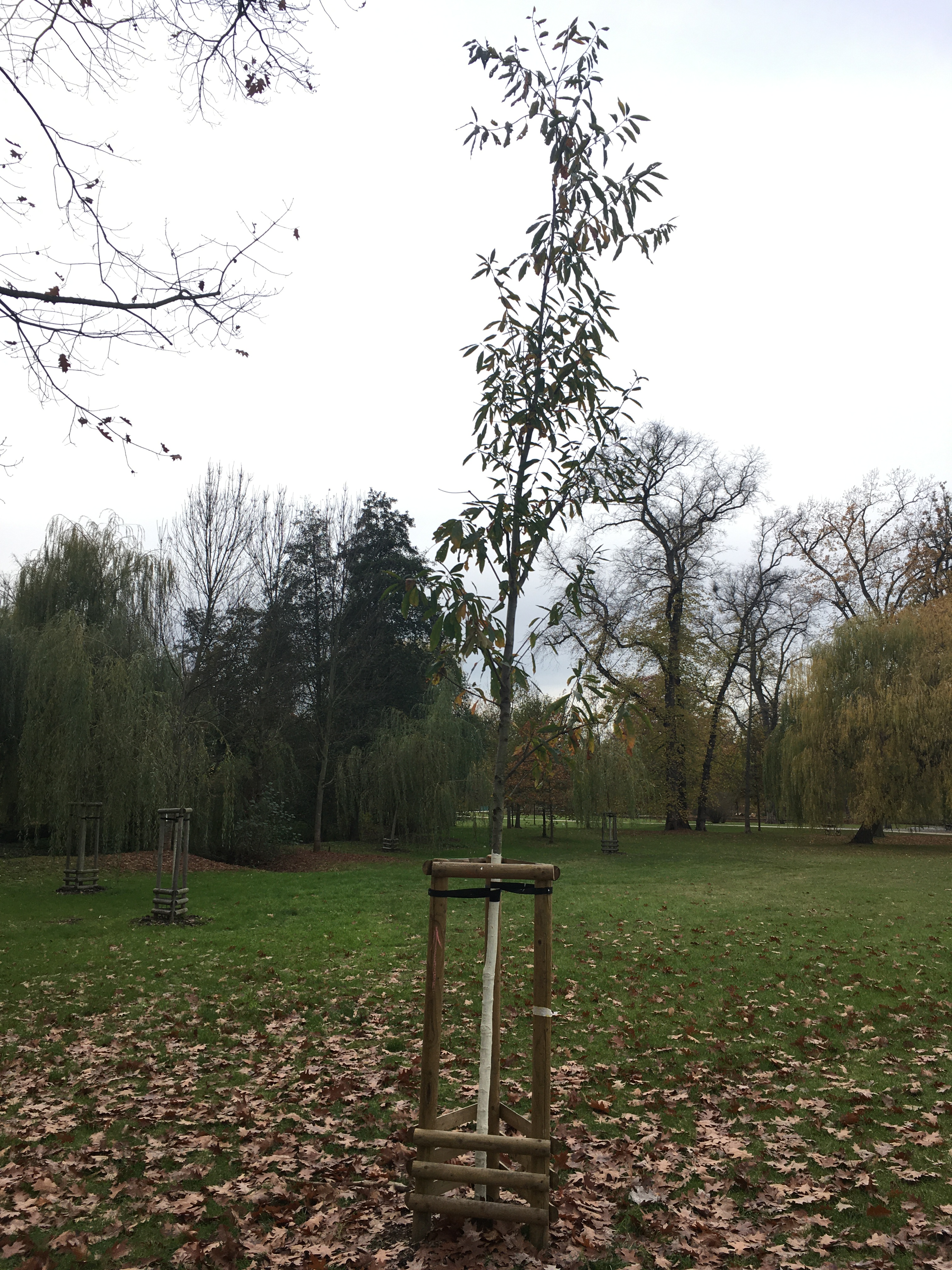
Výsadba nových stromků

### Flóra
Stromy a keře zastoupené v oboře jsou pouze z malé části původní (ty se nacházejí zejména podle slepého ramene), většina je ovlivněna člověkem. Podél všech rybníčků jsou křovinaté porosty pravidelně udržovány člověkem, místy jsou vysázeny i záhony okrasných rostlin. Druhové složení vegetace ovlivňují i vodní ptáci, například kachny divoké (Anas platyrhynchos), které se zde vyskytují celoročně. Po povodni v roce 2002 odumřelo obrovské množství stromů a do třech let po povodni oschlo 224 kusů. To se člověk pokusil napravit vysazením téměř 50 tis. cibulovin, 20 tis. trvalek, cca 3 tis. rhododendronů a azalek, obnovením cca 20 ha trávníků a ošetřením celkem cca 1 tis. stromů a vysazením cca 300 nových stromů.
Nachází se zde množství exotických dřevin, včetně šlechtěných okrasných forem, z jehličnanů například tisovec dvouřadý (Taxodium distichum)a pamodřín Kaempferův (Pseudolarix kaempferi). Také tu nalezneme mnoho kultivarů buků, dubů – např. Dub dvoubarevný (quercus bicolor), jasanů a dalších druhů stromů.
Většinu bylinného porostu v oboře s výjimkou rumištních stanovišť a některých míst v podrostech stromů tvoří travnaté plochy. Porosty jsou díky lokalitě v nivě hojně podmáčeny, díky čemuž je možné v oboře rozlišit 4 typy trávníků odvozených od původních lučních společenstev (typ kostřavy červené, typ psinečku, typ pryskyřníku, typ ostřicový). Z rekreačních důvodů jsou ale často sekány, což negativně ovlivňuje množství bylinných druhů.

### Hydrologie
Celá rovinná plocha parku je velmi podmáčená, což se odráží na vegetaci. Celý systém rybníků je napájen přes již zmíněnou Rudolfovu štolu, díky ní je udržován pohyb vody ve všech zdržích a vodních plochách a nedochází tak k jejímu zahnívání. Systém rybníků, který ve Stromovce funguje, je tedy napájen z Rudolfovy štoly a zároveň řeší odvodnění nejnižšího místa parku pro srážkové vody. V nejnižším místě se i akumuluje srážková voda, aby byla odvedena přes systém rybníků a dále odvodňovacími úseky až do Vltavy, pod jez Trója, těsně nad areálem ČOV Praha, do provozní hladiny jezu Klecany.
Velká část území se špatně odvodňuje díky geologické stavbě a malé propustnosti téměř vodorovného povrchu. Nyní je hladina podzemních vod stabilní, plyne tak z dlouhodobých pozorování.

## Plán péče

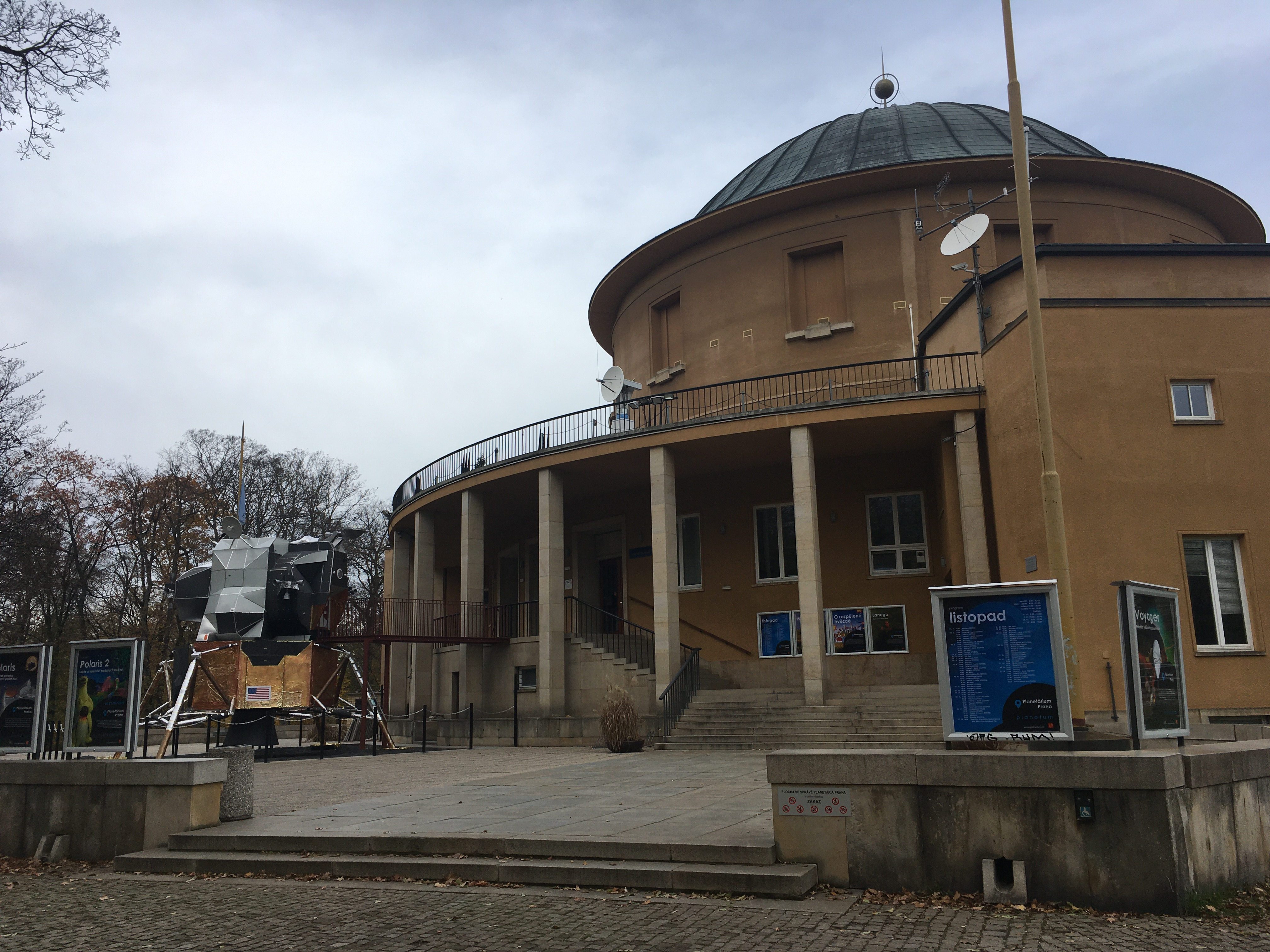
Planetárium Stromovka

Nynější snahou je mimo jiné omezovat nepůvodní dřeviny a ty kvalitní dožívající nechat až do přirozené smrti a s ohledem na bezpečnost z nich zanechat torza. Pařezy odstraňovat pouze na místech, kde by bránily nově vzniklým alejím, pařezy nechávat vysoké minimálně 30 cm. S výjimkou listí jírovců, napadeného klíněnkou, zanechávat spadené listí a používat ho jako muč ve skupinových výsadbách.

## Turismus
Park je upraven ve stylu anglické zahrady, s rozlohou 89 ha je největší pražskou zahradou. Slouží ke sportovním, rekreačním i kulturně vzdělávacím účelům. Je zde množství cest určených na procházky či projížďky na kole, nachází se zde i několik dětských hřišť. Oproti zvyklostem anglických parků zde neplatí pravidlo zákazu vstupu na trávník, je tedy vhodný například na pikniky. Z terasy Místodržitelského letohrádku je výhled na panorama severních částí Prahy.

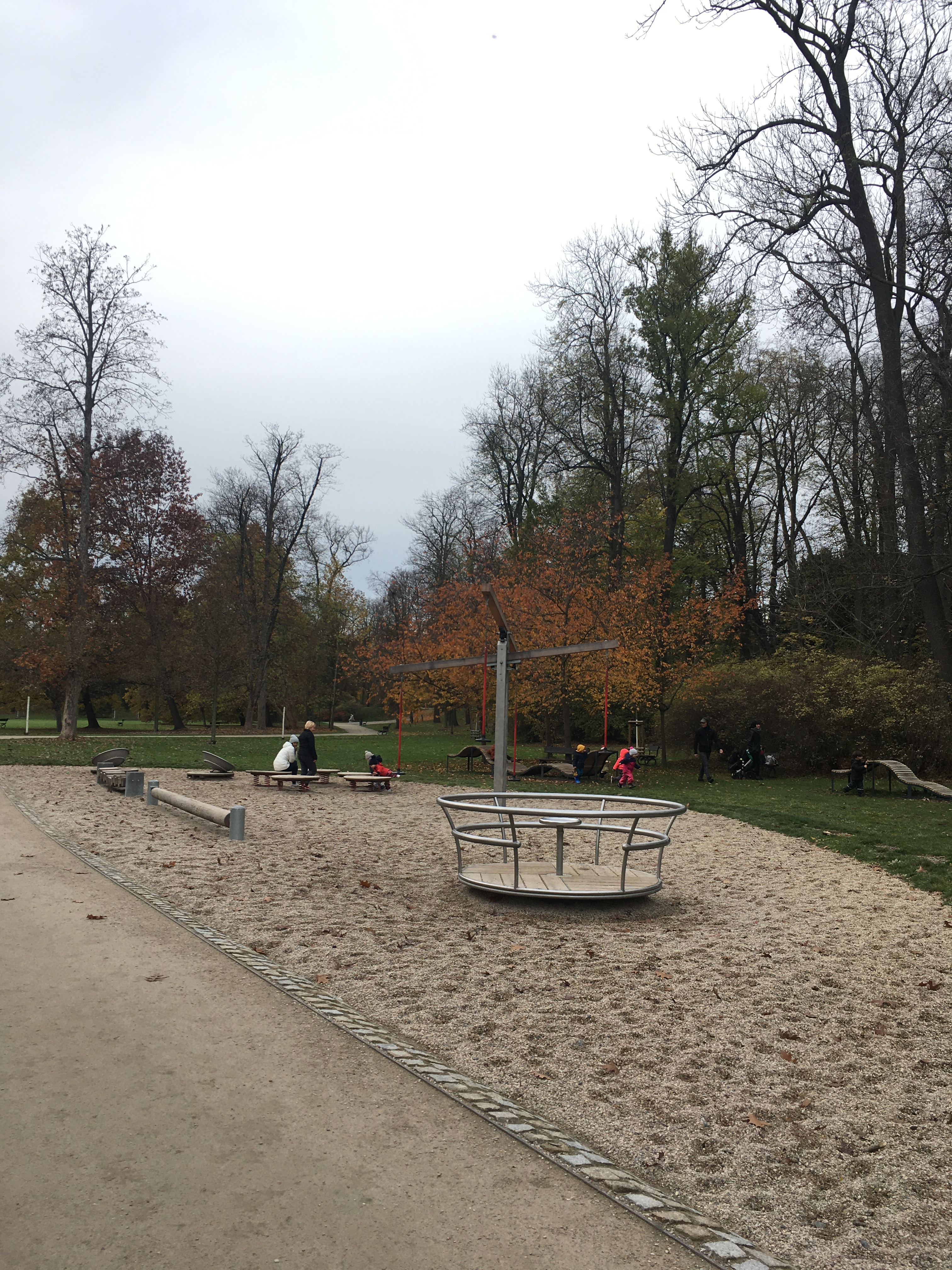
Dětské hřiště

Dopravní dostupnost parku je velice dobrá, z centra Prahy tramvají do 15 minut.

### Významné objekty

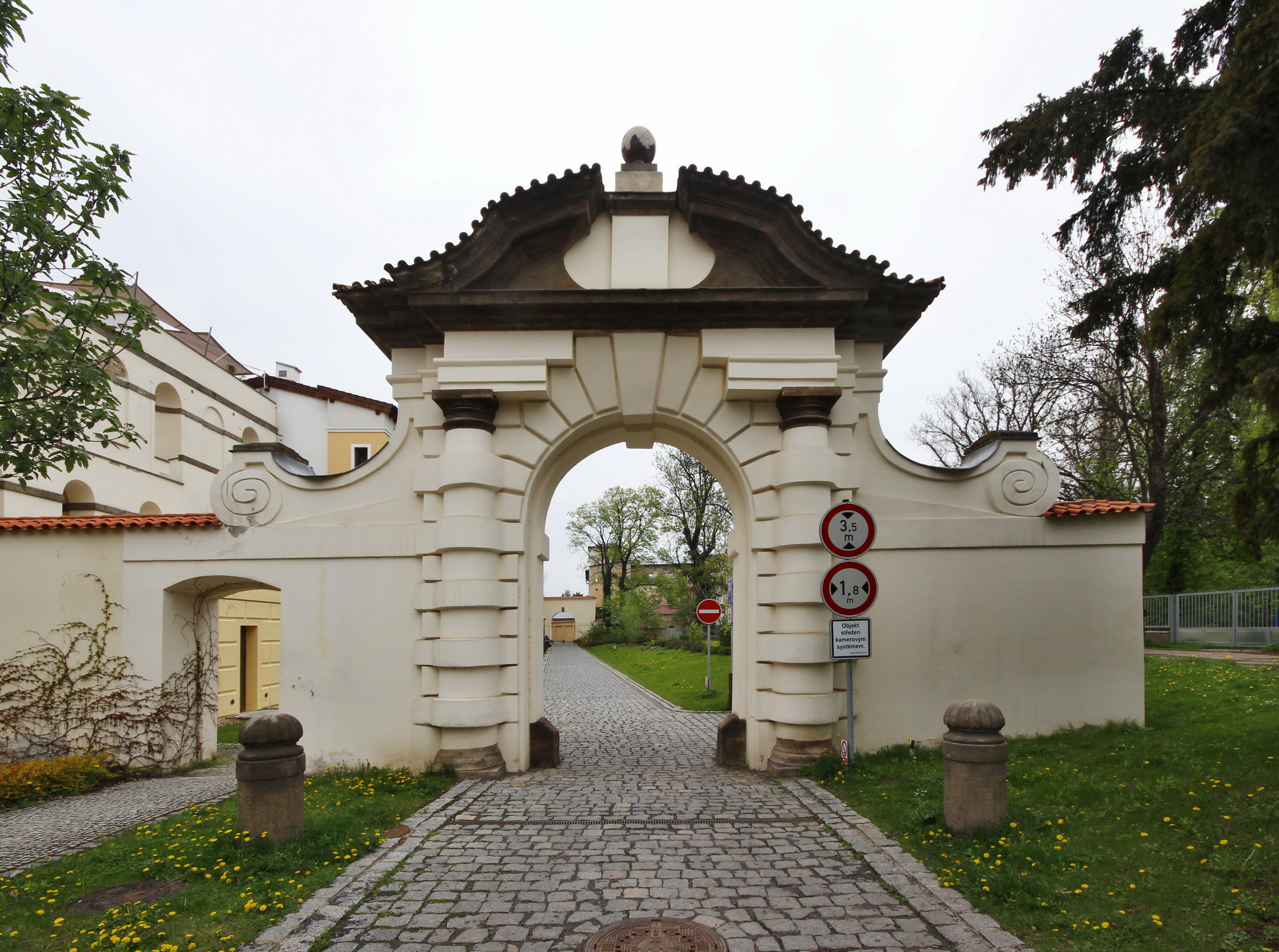
Pozdně renesanční brána Císařského mlýna

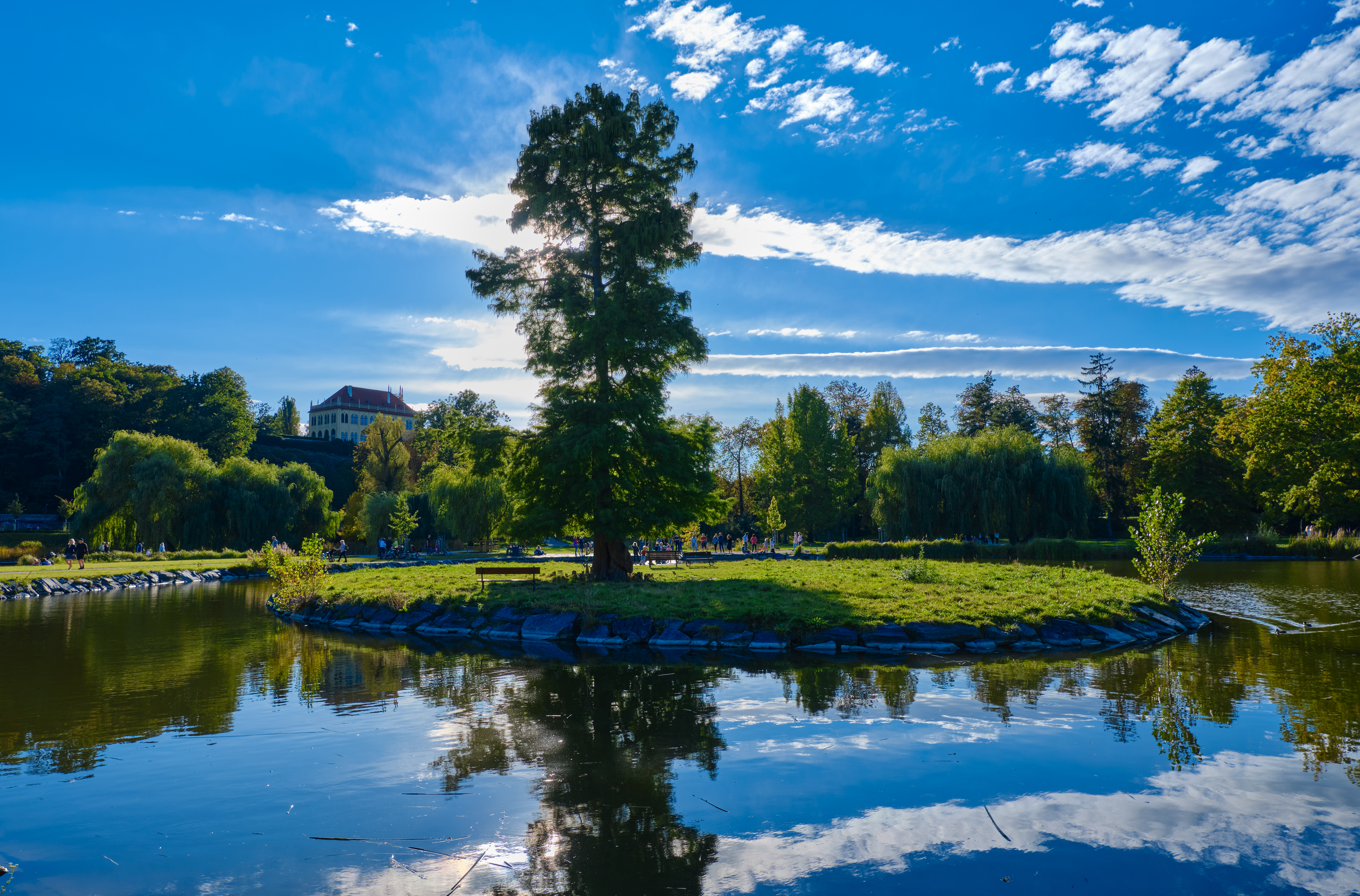
Pohled na rybník Slunečnice, na ostrov je možné se dostat převozem.

- Císařský mlýn
- Místodržitelský letohrádek
- Planetárium Praha
- Rudolfova štola
- Šlechtova restaurace
- Myslivna
- Atletická hala Otakara Jandery

## Kulturní odkazy

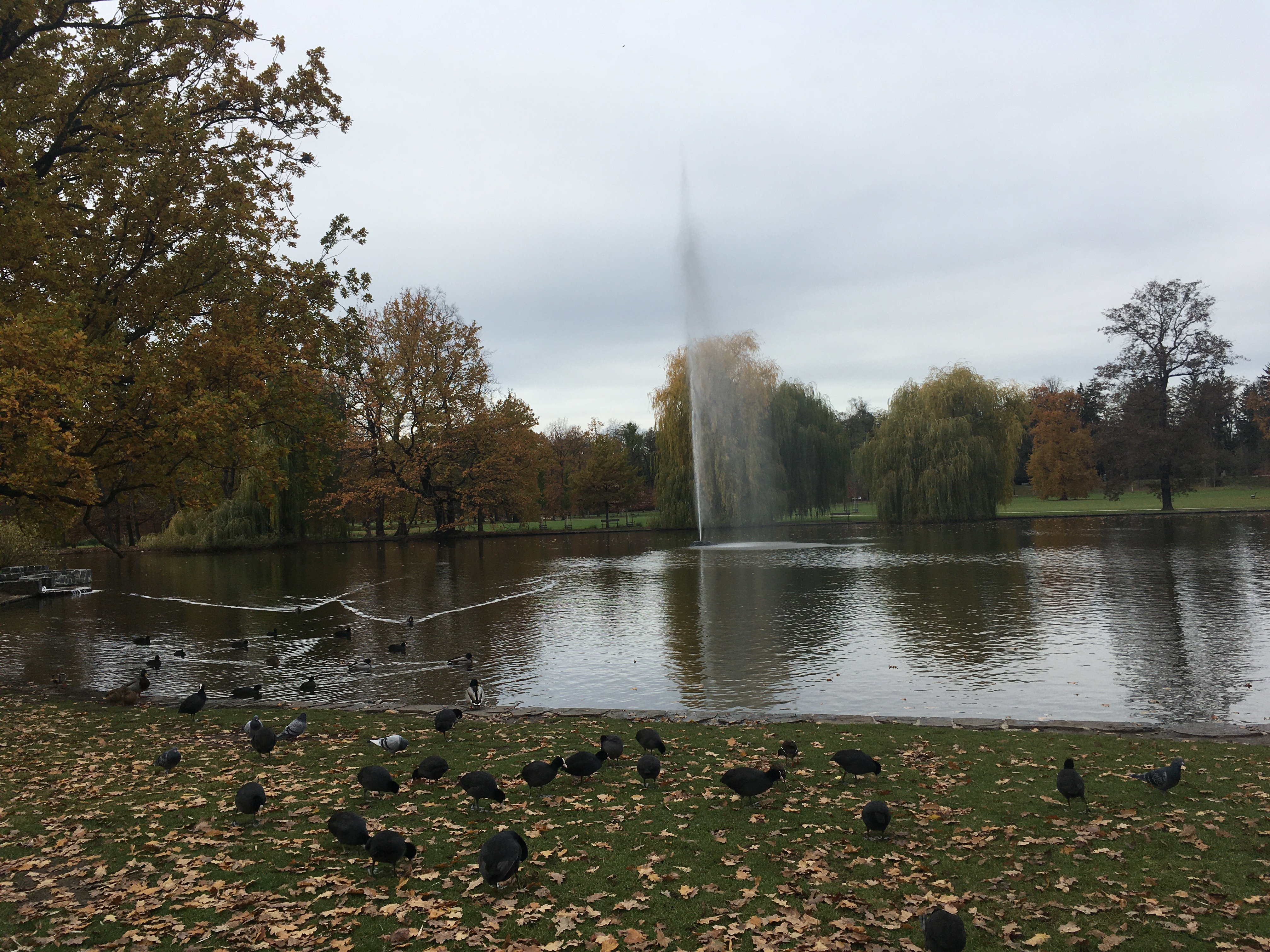
Rybníček s fontánou

- Stromovka byla častým námětem obrazů, malovali ji např. Viktor Barvitius nebo Vincenc Beneš.
- Park Stromovka byl tématizován i v prostonárodní písni.[22]